# Zálesí 1.díl
Zálesí 1.díl (Duits: Sales 1. Anteil) is een Tsjechische plaats in de gemeente Maršovice, regio Midden-Bohemen, en maakt deel uit van het district Benešov. Het dorp ligt op 1 kilometer afstand van Maršovice.
Zálesí 1.díl telt 6 inwoners (2021).

## Geschiedenis
De eerste schriftelijke vermelding van het dorp dateert van het jaar 1552.
Tijdens de Tweede Wereldoorlog was het dorp onderdeel van het militaire oefenterrein van de Waffen-SS Benešov; op 1 april 1944 moesten de inwoners daarom noodgedwongen hun huizen verlaten. In 1949 werd Zálesí 1.díl, samen met Maršovice, ingedeeld bij het district Benešov.

## Verkeer en vervoer

### Autowegen
Er leidt een regionale weg naar het dorp.

### Spoorlijnen
Er is geen station in Zálesí 1.díl. Het dichtstbijzijnde station is in Bystřice, op zo'n tien kilometer afstand. Vanaf daar vertrekken stop- en intercitytreinen naar Benešov, Praag, Tábor en Sedlčany.

### Buslijnen
Er is geen bushalte in het dorp. De dichtstbijzijnde bushalte is in Maršovice, op zo'n 1,5 kilometer afstand:
| Halte                | Lijn(en) | Traject(en)                         | Vervoerder(s) |
| -------------------- | -------- | ----------------------------------- | ------------- |
| Maršovice, Maršovice | 757 759  | Benešov - Votice Benešov - Neveklov | CŠAD Benešov  |

## Galerij

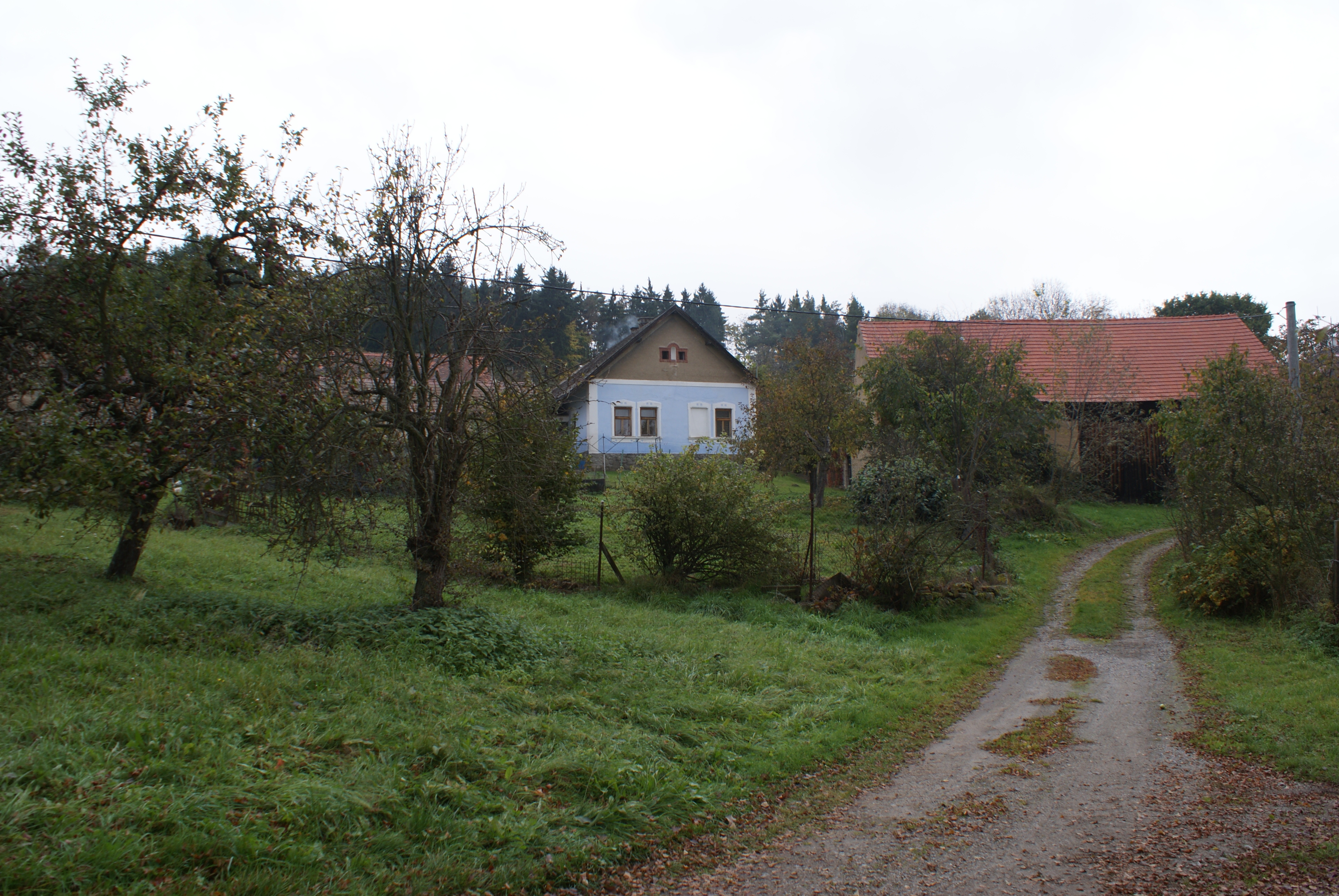
Weggetje in het dorp (2010)
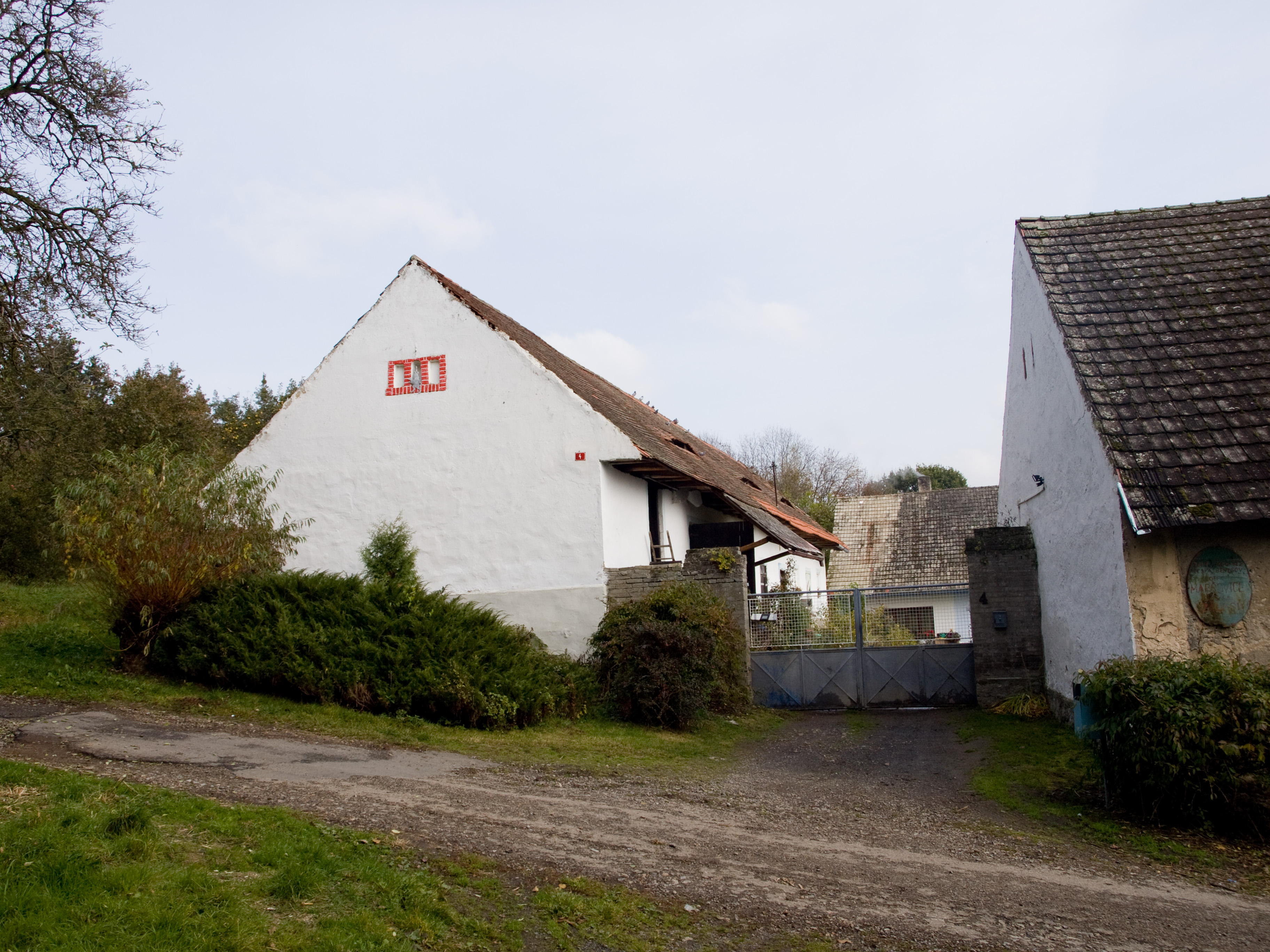
Huizen in het dorp (2010)